# Schwerer Panzerspähwagen (8-Rad)
Schwerer Panzerspähwagen (8-Rad) - seria niemieckich 4-osiowych rozpoznawczych  samochodów opancerzonych klasy Schwerer Panzerspähwagen: Sd.Kfz. 231 / 232 / 233 /263 (8-Rad), używanych przez Wehrmacht w czasie II wojny światowej. Pojazdy te zastąpiły wcześniejsze 3-osiowe konstrukcje typu Sd.Kfz. 231 (6-Rad) i podobne.

## Produkcja
W związku z zapotrzebowaniem na pojazdy rozpoznawcze lepiej sprawujące się w warunkach terenowych od Sd.Kfz. 231 (6-Rad), niemieckie Biuro Konstrukcji Samochodowych (WaPrw6) zleciło zakładom Büssing - NAG opracowanie nowej konstrukcji. Założenia konstrukcyjne obejmowały:
- zastosowanie ośmiokołowej trakcji, z rozstawem osi 135 - 140 - 135 cm;
- skonstruowanie skrętnych i napędzanych wszystkich osi;
- zdolność do osiągania prędkości 85 km/h;
- dwa stanowiska kierowców (z przodu i z tyłu pojazdu);
- opancerzenie chroniące przed pociskami karabinowymi 7,92 mm wystrzelonymi poziomo z odległości 30 m;
- uzbrojenie w postaci automatycznego działka kalibru 2 cm i karabinu maszynowego 7,92 mm zainstalowanych na obrotowej wieżyczce.

Po zakończeniu prac projektowych i testach skonstruowane podwozie LV8/G.S.36 otrzymało symbol GS.
Produkcję rozpoczęto w zakładach Büssing - NAG pod koniec 1936 lub na początku 1937 roku konstruując 23 pojazdy. W kolejnych latach wyprodukowano następujące ilości: w 1938 - 50 sztuk, 1939 - 53 sztuki, 1940 - 30 sztuk, 1941 - 94 sztuki, 1942 - 154 sztuki oraz 200 sztuk w roku 1943, co dało łączną produkcję 604 sztuk (wraz z wersją Sd.Kfz. 232). W okresie produkcji wprowadzano liczne usprawnienia, jednak zmodyfikowane pojazdy nie otrzymywały odrębnych symboli (Ausf.). 

## Konstrukcja
Do budowy Sd.Kfz. 231 (8-Rad) konstruktorzy użyli specjalnie opracowanego podwozia GS, 8-cylindrowego silnika V-8, 6-stopniowej skrzyni biegów (w dwie strony) oraz dyferencjałów dla wszystkich kół.
Wymogi dotyczące opancerzenia spełniono montując niezbyt grube płyty stalowe pod dużymi kątami, przez co pociski miały tendencję do ześlizgiwania się po ich powierzchni. Taka konstrukcja pozwalała zmniejszyć masę opancerzenia w porównaniu do płyt montowanych pionowo. Boki wieżyczki zostały opancerzone blachą o grubości 1,45 cm, przedział napędowy (z tyłu pojazdu) - 1,0 cm. Pozostałe elementy opancerzono blachami o grubościach 0,55 - 0,8 cm.
Pojazd uzbrojono w działko 20 mm KwK 30 oraz karabin maszynowy 7,92 mm MG 34 zamontowane na obrotowej wieżyczce.

## Historia bojowa
Pojazd zaczął zastępować modele 3-osiowe w batalionach rozpoznawczych w 1938 roku. Używany był powszechnie w Wehrmachcie przez cały okres II wojny światowej. 
O żywotności jego konstrukcji może świadczyć fakt, że w czasie II bitwy pod El Alamein (i odwrotu do Marsa el Brega) stracono tylko 4 z 15 jednostek, podczas gdy przetrwało tylko 64 z 283 czołgów niemieckich.

## Wersje rozwojowe

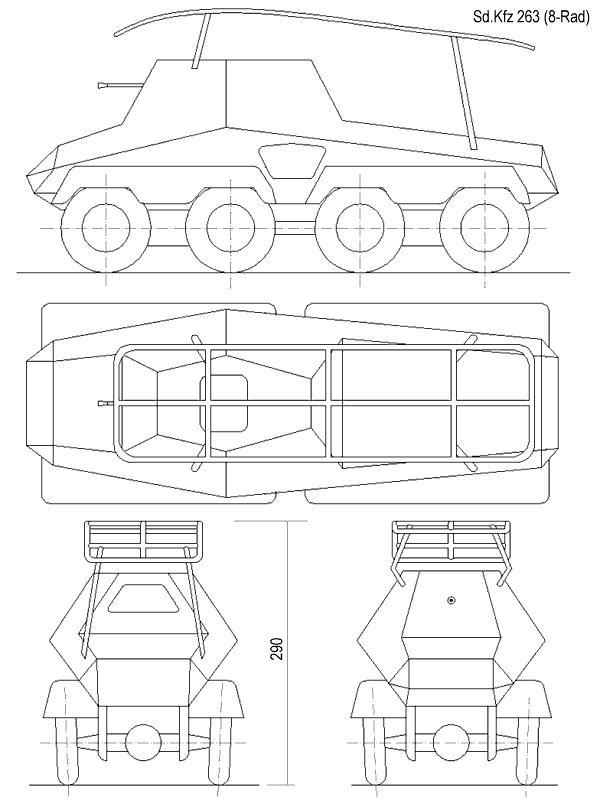
Sd.Kfz. 263 Panzerfunkwagen

- Sd.Kfz. 232 Schwerer Panzerspähwagen (8-Rad) (Fu) - wersja radiokomunikacyjna, wyposażona w 100 W radiostację Fu 11 SE 100 i antenę ramową zamontowaną na dachu (podobnie jak Sd.Kfz. 232). Wysokość pojazdu wzrosła do 290 cm, a masa do 8,5 ton.
- Sd.Kfz. 233 Schwerer Panzerspähwagen 75mm - wersja z krótkolufową armatą 7,5 cm KwK 37 L/24 (podobną zastosowano w czołgu PzKpfw IV) zamiast 2 cm działka. Masa pojazdu wzrosła do 8,58 ton.
- Sd.Kfz. 263 Panzerfunkwagen (8-Rad) - rozwinięcie konstrukcyjne wersji radiokomunikacyjnej z dodatkowym miejscem dla 5 członka załogi - radiooperatora i dodatkową radiostacją. Wersja ta posiadała tylko 1 karabin maszynowy MG 34 zamontowany w podwyższonym kadłubie.